# Listropsylla chelura
Listropsylla chelura är en loppart som beskrevs av Rothschild 1913. Listropsylla chelura ingår i släktet Listropsylla och familjen mullvadsloppor.

## Underarter
Arten delas in i följande underarter:
- L. c. chelura
- L. c. alticola